# Sport in Kanada
Der Sport in Kanada ist vielfältig und umfasst zahlreiche Winter- und Sommersportarten. Eishockey – in Kanada schlicht als hockey bezeichnet – ist die mit Abstand beliebteste Sportart mit dem größten Erfolg im internationalen Vergleich. Beliebteste Sportart im Sommer ist Canadian Football. Ebenfalls auf Interesse stoßen Baseball, Basketball, Lacrosse, Cricket, Curling, Fußball, Rugby Union und Softball. Die am häufigsten ausgeübten Einzelsportarten sind Eislaufen, Golf, Leichtathletik, Ringen, Schwimmen, Skateboarden, Skifahren, Snowboarden und Tennis. Da das Land überwiegend ein kühles Klima besitzt, sind die Erfolge bei Wintersportarten tendenziell zahlreicher als bei Sommersportarten.
Kanada war bisher dreimal Gastgeber von Olympischen Spielen: die Sommerspiele 1976 fanden in Montreal, die Winterspiele 1988 in Calgary und die Winterspiele 2010 in Vancouver statt. Herausragende Leistungen kanadischer Sportler werden mit der Aufnahme in die Canada’s Sports Hall of Fame gewürdigt. Eine Jury bestimmt den Sportler des Jahres, dem die Lou Marsh Trophy überreicht wird.

## Nationalsportarten
Kanada ist ein Land mit zwei verschiedenen Nationalsportarten. Seit der Gründung des Landes galt das von den kanadischen Ureinwohnern erfundene Lacrosse als offizieller Nationalsport. 1994 erhoben Interessenvertreter der First Nations Einwände gegen einen von der Regierung vorgelegten Gesetzesentwurf, der vorsah, stattdessen Eishockey zum Nationalsport zu erklären. Sie argumentierten, dadurch würde die kulturelle und historische Bedeutung von Lacrosse gemindert. Das Unterhaus änderte das Gesetz dahingehend ab, dass es Eishockey als offizielle Winter-Nationalsportart und Lacrosse als offizielle Sommer-Nationalsportart bezeichnet. Der National Sports of Canada Act trat am 12. Mai 1994 in Kraft.

### Eishockey

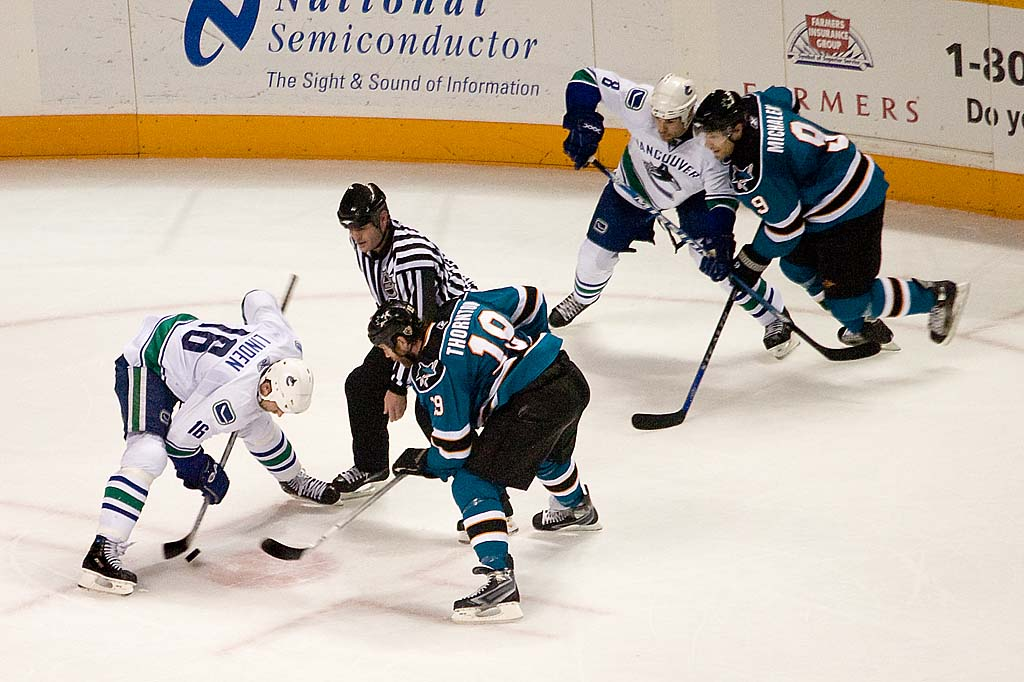
Spiel der Vancouver Canucks gegen die San Jose Sharks in der National Hockey League

Kanada gilt als Mutterland des modernen Eishockeys, da Studenten aus Montreal den populären keltischen Sport Shinney Ende des 19. Jahrhunderts auf das Eis übertrugen und damit den Grundstein für den modernen Eishockeysport legten. Heute liegt Eishockey in der Zuschauergunst weit vor allen anderen Sportarten. Der Kanadier Wayne Gretzky gilt als bester Spieler aller Zeiten.
Zwar sind nur sieben der gegenwärtig 32 Franchisen der weltweit bedeutendsten Liga, der National Hockey League (NHL), in Kanada beheimatet (Canadiens de Montréal, Calgary Flames, Edmonton Oilers, Ottawa Senators, Toronto Maple Leafs, Vancouver Canucks, Winnipeg Jets), doch ist die Anzahl kanadischer Profispieler in der NHL rund viermal so hoch als von jenen aus den USA. Organisiert wird das kanadische Eishockey vom Dachverband Hockey Canada. Neben ihrer Hauptaufgabe, der Leitung der kanadischen Eishockeynationalmannschaft, ist sie auch für die Organisation verschiedener professioneller und nichtprofessioneller Eishockeyligen im Land verantwortlich. Von herausragender Bedeutung sind die drei professionellen Juniorenligen, die in der Canadian Hockey League zusammengeschlossen sind.

### Lacrosse

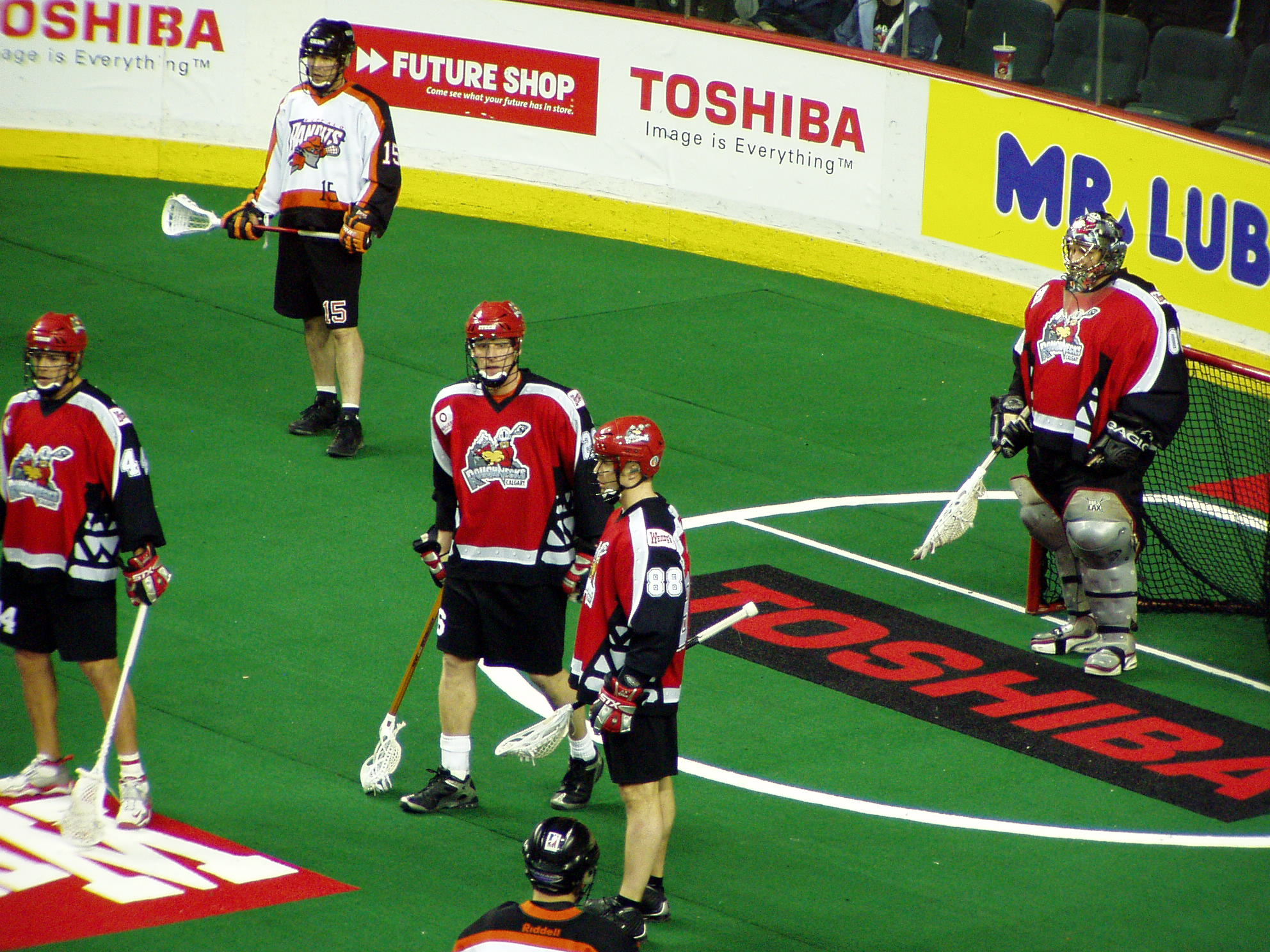
Spieler der Calgary Roughnecks

Der Spielbetrieb der zweiten Nationalsportart Lacrosse wird von der Canadian Lacrosse Association organisiert. Dies betrifft nationale Meisterschaften für Männer und Frauen auf Junioren- und Erwachsenenebene. Die nationale Meisterschaft der Männer heißt Ross Cup, jene der Frauen Robertson Cup. Die Männernationalmannschaft gewann bisher zweimal die Weltmeisterschaft.
Größeren Zuspruch als das Feld-Lacrosse findet jedoch die Indoor-Variante, die als Box Lacrosse bezeichnet wird. Die Spiele werden üblicherweise in Eishockeystadien ausgetragen, deren Eisfläche abgetaut und mit Kunstrasen bedeckt wurde. Bedeutendster Wettbewerb ist die National Lacrosse League mit Mannschaften aus Kanada und den USA. Auf nationaler Ebene spielen die Männer um den Mann Cup, die Frauen um den Robertson Cup. Herausragende Spieler der Feld- und Indoor-Variante werden in die Canadian Lacrosse Hall of Fame aufgenommen.

## Weitere Sportarten

### Baseball
1838 wurde in Ontario erstmals ein Baseballähnliches Spiel gespielt, die erste Mannschaft entstand 1854. Die 1977 gegründeten Toronto Blue Jays sind derzeit die einzige kanadische Mannschaft in der Major League Baseball (MLB); als erstes ausländisches Team gewannen sie 1992 und 1993 die World Series. Ebenfalls in der MLB vertreten waren von 1969 bis 2004 die Expos de Montréal, 2005 zog die Mannschaft um und firmiert seither als Washington Nationals. Es existieren mehrere professionelle Minor-League-Mannschaften sowie eine semiprofessionelle Meisterschaft und Meisterschaften für College-Teams.

### Basketball
Basketball ist insbesondere im südlichen Ontario eine bei Zuschauern beliebte Sportart. Die National Basketball Association (NBA) expandierte 1995 nach Kanada. Die Vancouver Grizzlies sind zwar wieder nach Memphis in die USA umgezogen, doch die Toronto Raptors sind weiterhin aktiv und gewannen 2019 das Finale der NBA. Kanadische Profimannschaften sind auch in den unteren Ligen vertreten, in der American Basketball Association, der Continental Basketball Association, der International Basketball League und der Premier Basketball League. Der Erfinder des Basketballs, James Naismith, wurde in der Provinz Ontario geboren. Steve Nash war 2005 der erste Kanadier, der zum wertvollsten Spieler der NBA gewählt wurde. 2006 wiederholte er den Erfolg. Seit den 2010er erlebt Basketball in Kanada einen Aufschwung. So wurden kanadische Basketballtalente vermehrt von amerikanischen Colleges rekrutiert und wechselten später über den NBA Draft in die NBA. Zu diesen gehört Andrew Wiggins, der 2015 zum ersten kanadischen NBA Rookie of the Year ausgezeichnet wurde. Weitere bekannte kanadische Basketballspieler sind Cory Joseph, Tristan Thompson und Kelly Olynyk.
Basketball gilt laut Umfragen mittlerweile noch vor dem Nationalsport Eishockey als beliebtester Teamsport bei 12- bis 17-Jährigen.

### Canadian Football

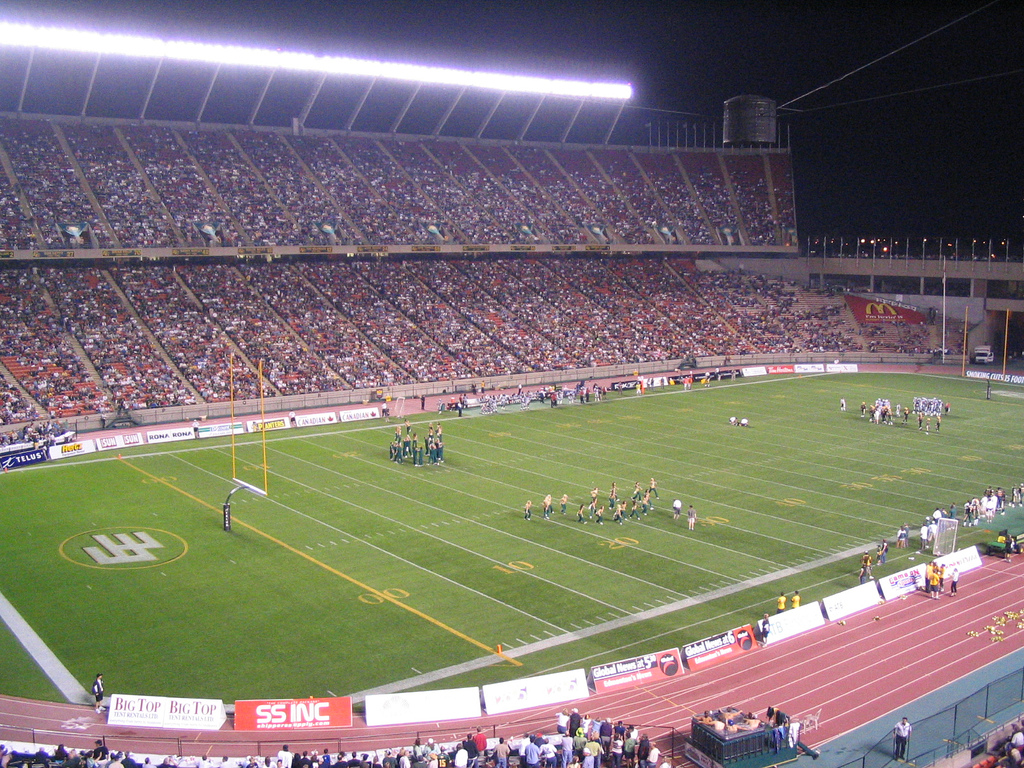
Footballspiel im Commonwealth Stadium in Edmonton

Canadian Football entstand aus dem Rugby heraus und weist große Ähnlichkeiten mit American Football auf. Die Canadian Football League (CFL) ist die einzige Profiliga, der Verband Football Canada ist für die Organisation des Spielbetriebs zuständig. Das Meisterschaftsendspiel der CFL, der Grey Cup, weist bei im Fernsehen übertragenen Sportereignissen die höchste Einschaltquote auf. Canadian Football wird auch in Highschool-, College- und Amateurligen gespielt. Universitätsmannschaften spielen um den Vanier Cup. Die Canadian Football Hall of Fame befindet sich in Hamilton. Zwar gibt es keine kanadischen Franchisen in der US-amerikanischen National Football League, doch werden American-Football-Spiele regelmäßig im Fernsehen übertragen.

### Cricket
Cricket wird in Kanada seit dem späten 18. Jahrhundert gespielt, zu Beginn hauptsächlich von dort stationierten britischen Soldaten. Der erste Cricketverein wurde 1828 gegründet, das erste internationale Spiel (zwischen Kanada und den USA) wurde im Jahr 1844 ausgetragen. Bis zu Beginn des 20. Jahrhunderts war Cricket die beliebteste Sportart des Landes, als Eishockey an dessen Stelle trat. Zwar gehört Kanada nicht zu jenen Ländern, die über eine Berechtigung für Test Cricket verfügen, doch nimmt die Nationalmannschaft an T20Is und an First-Class-Spielen gegen Nicht-Testcricket-Länder teil. Viermal konnte sie bisher am Cricket World Cup (1979, 2003, 2007 und 2011) sowie einmal am T20 World Cup (2024) teilnehmen.

### Curling

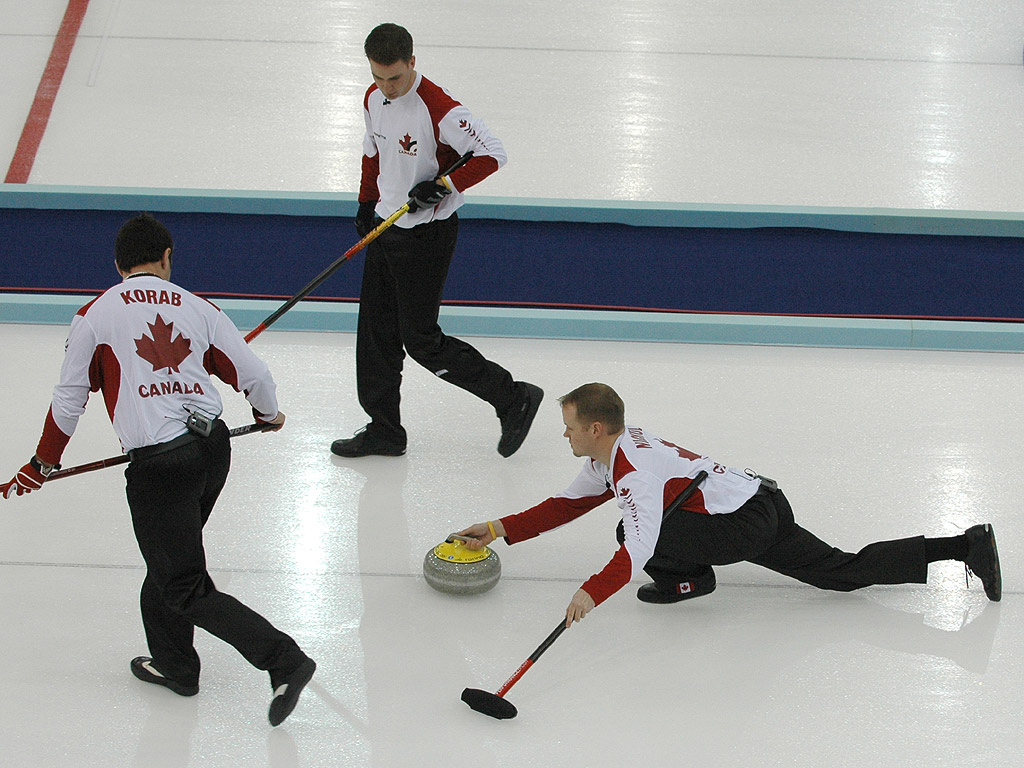
Das kanadische Curlingteam bei den Olympischen Winterspielen 2006

Curling gehört zu den traditionsreichsten Sportarten Kanadas und wurde bereits in der zweiten Hälfte des 18. Jahrhunderts durch schottische Soldaten verbreitet. Der 1807 gegründete Montreal Curling Club ist der älteste Sportverein des Landes und baute 1837 die erste Curlinghalle, 1894 entstand der erste Verein für Frauen.
Der Verband Canadian Curling Association schätzt, dass rund 750.000 Kanadier Curling spielen. Curling ist vor allem in den Prärieprovinzen beliebt, die besten Mannschaften der letzten Jahre stammen aus Alberta. Die nationale Meisterschaft der Männer nennt sich The Brier, die Meisterschaft der Frauen heißt Tournament of Hearts. Die jeweiligen Sieger vertreten Kanada auf internationaler Ebene. Sowohl bei den Männern als auch bei den Frauen konnten kanadische Mannschaften am meisten Weltmeistertitel gewinnen.

### Fußball

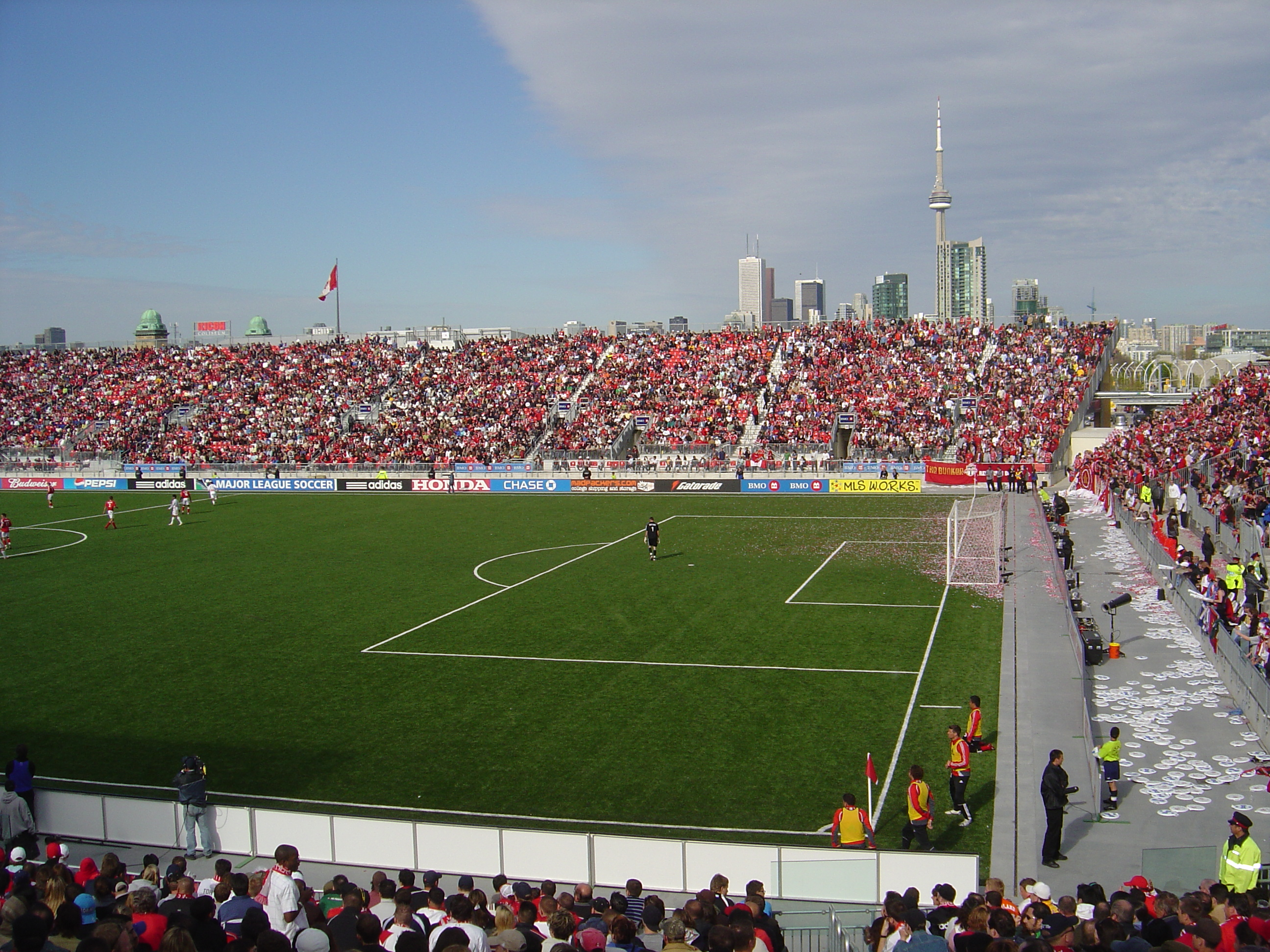
Ein Spiel des Toronto FC

Fußball, in Kanada soccer genannt, wird in diesem Land mindestens seit 1876 gespielt, konnte aber nie ganz mit der Popularität anderer Sportarten mithalten. Der einzige nennenswerte internationale Erfolg war der Turniersieg des Galt FC bei den Olympischen Sommerspielen 1904. Der kanadische Fußballverband, die Canadian Soccer Association, wurde 1912 gegründet. Während die Frauen-Nationalmannschaft international zu den Besten gehört (4. Platz bei der WM 2003), konnte die Männer-Nationalmannschaft bisher nur zwei Mal an einer Endrunde teilnehmen (1986 und 2022). Kanada war Gastgeber der U-16-WM 1987, der Frauen-U-19-WM 2002 und der Junioren-WM 2007.
Kanadische Fußballvereine besitzen keine große Tradition, da sie immer wieder aus finanziellen Gründen den Spielbetrieb einstellen mussten. Auf professioneller Ebene gehören derzeit vier Mannschaften einer US-Profiliga an, der Toronto FC, die Vancouver Whitecaps und Montreal Impact in der Major League Soccer sowie der FC Edmonton in der North American Soccer League. Die höchste nationale Spielklasse ist die Canadian Soccer League, in der Canadian Championship wird der kanadische Vertreter der CONCACAF Champions League ermittelt.

### Golf
Golf ist eine weit verbreitete Sportart in Kanada. Der 1873 gegründete Royal Montreal Golf Club ist der älteste Golfclub Nordamerikas. Die Gründung der Royal Canadian Golf Association (RCGA) folgte 1895; der Verband vertritt heute über 1600 Golfclubs und mehr als 300.000 Mitglieder. Die RCGA organisiert auch in Kanada stattfindende Turniere der PGA Tour und der LPGA Tour. Die Canadian Professional Golf Tour ist eine Organisation, die Turnierserien für professionelle Spieler veranstaltet, von denen einige außerhalb Kanadas durchgeführt werden.

### Hockey
In Kanada gibt es 10–15.000 organisierte Hockeyspieler- und spielerinnen. Der Sport verbreitete sich in Kanada vor allem durch Einwanderer aus den Commonwealth-Staaten. Seit 1956 nehmen die Damen und seit 1964 die Herren an internationalen Turnieren teil. Die Herrennationalmannschaft rangiert aktuell auf Platz 14 der Weltrangliste und liegen in der Amerikaliste auf Platz 2 (Stand: 10. Dezember 2012), die Damen sind 23. der Welt- und 3. der Amerikaliste (Stand: 8. Oktober 2012).

### Motorsport

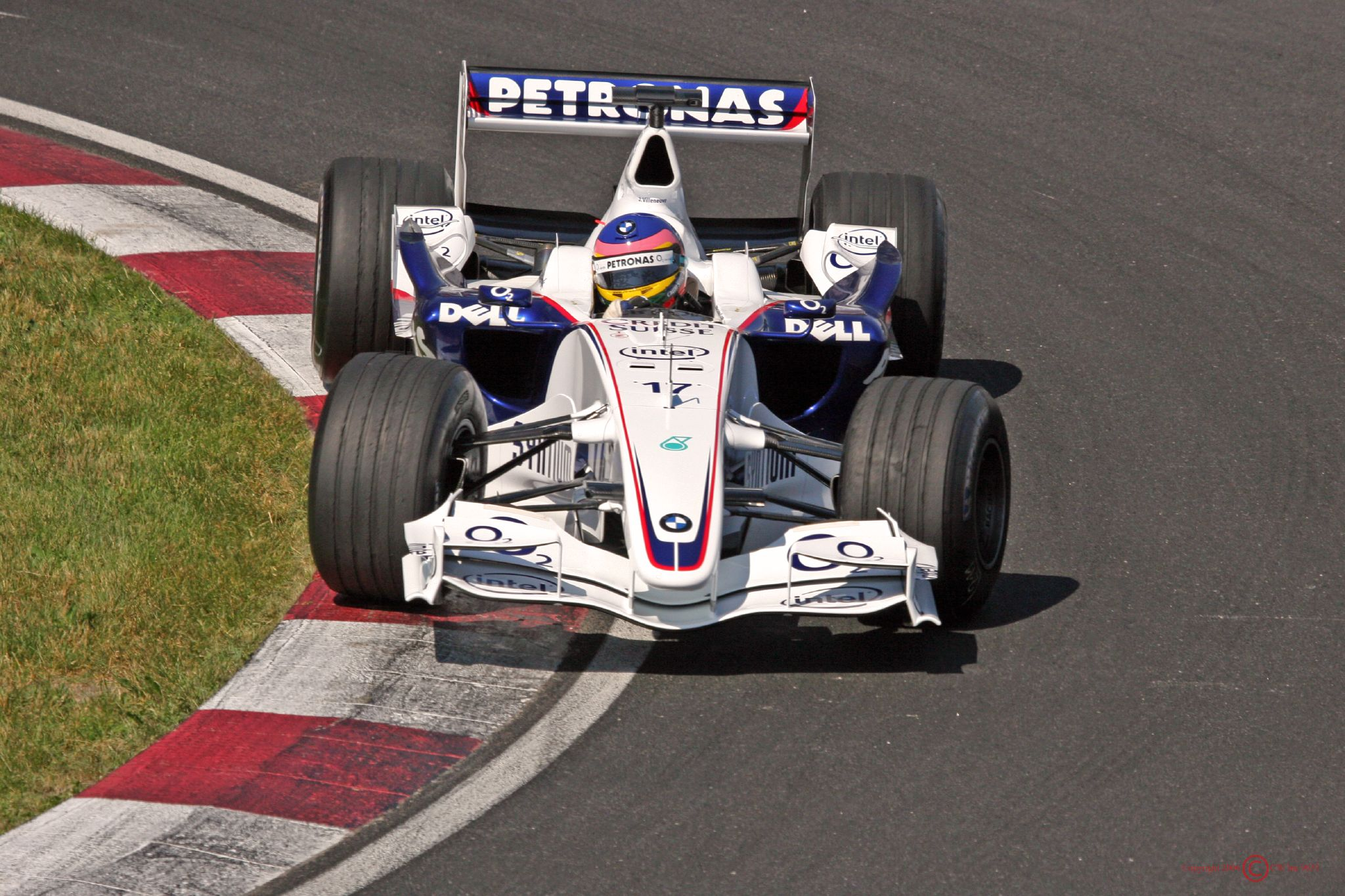
Jacques Villeneuve beim Großen Preis von Kanada 2006

Das international herausragendste Motorsportereignis des Landes ist der seit 1967 jährlich ausgetragene Große Preis von Kanada der Formel 1 auf dem Circuit Gilles-Villeneuve in Montreal. Der Rundkurs ist nach dem tödlich verunglückten Rennfahrer Gilles Villeneuve benannt, dessen Sohn Jacques Villeneuve 1997 Formel-1-Weltmeister wurde. In mehreren kanadischen Städten fanden Champ-Car-Rennen statt, und zwar in Toronto, Mont Tremblant, Edmonton, Vancouver und Montreal. Die erfolgreichsten Kanadier in dieser Serie waren Jacques Villeneuve und Paul Tracy. 2008 fusionierte die Serie mit der IndyCar Series, die seitdem Rennen auf einem Stadtkurs in Toronto austrägt und bis 2012 auch auf einem Flugplatzkurs in Edmonton fuhr. Großer Beliebtheit erfreuen sich die Stockcar-Rennen. Die Canadian Association for Stock Car Auto Racing (CASCAR) organisierte von 1986 bis 2006 die CASCAR Super Series. Diese wurde von der NASCAR übernommen und 2007 als NASCAR Canadian Tire Series neu lanciert. In der Provinz Ontario gibt es eine Speedway-Szene, aus der mehrere international erfolgreiche Fahrer wie John Kehoe, Chris Slabon und Kyle Legault hervorgegangen sind.

### Radsport
Radfahren ist aufgrund der flachen Topografie der meisten Ballungszentren als Fortbewegungsmittel weit verbreitet, viele Städte verfügen über ein ausgedehntes Radwegnetz. Der für den Radsport verantwortliche Verband, die Canadian Cycling Association, wurde 1882 gegründet und ist somit der älteste Sportverband des Landes. Der auf der Straße ausgeübte Radsport hat kaum Bedeutung, es gibt nur wenige Rennen und international erfolgreiche Straßenradfahrer. Weitaus erfolgreicher sind kanadische Sportler in den Sparten Bahnradsport, BMX und insbesondere Mountainbike. In British Columbia entstanden die ersten North-Shore-Trails, besondere Hindernisparcours für Mountainbiker.

### Rugby Union

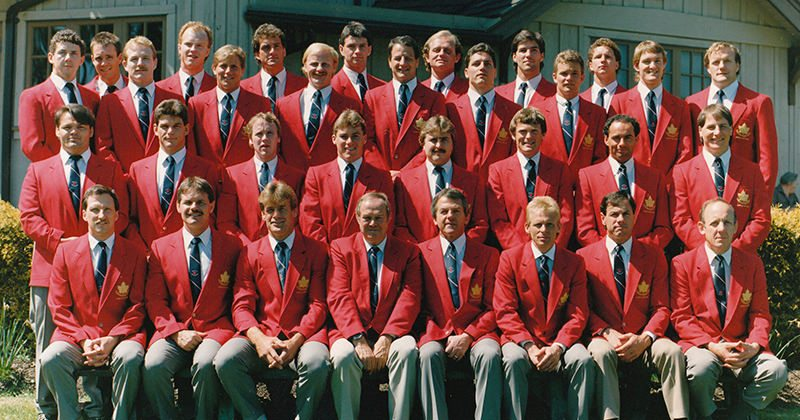
Das kanadische Team bei der Weltmeisterschaft 1987

Rugbyähnliche Spiele wurden erstmals in den 1820er Jahren von britischen Soldaten und Einwanderern gespielt, das erste Spiel mit festgelegten Regeln fand 1865 statt. In Cambridge (Massachusetts) trugen die Universitäten McGill (Montreal) und Harvard das erste internationale Rugbyspiel Nordamerikas aus. Da sich die Variante Rugby League nie durchsetzen konnte, wird heute ausschließlich Rugby Union gespielt. Als Hochburgen gelten die Provinzen British Columbia, Neufundland und Ontario. Wichtigste Liga ist die vom Verband Rugby Canada organisierte Rugby Canada Super League, die besten Spieler sind jedoch in europäischen Ligen aktiv. Seit 2018 verfügt Kanada mit den Toronto Arrows über ein Team in der Major League Rugby (MLR). Die Männer-Nationalmannschaft wird von World Rugby in die zweite Stärkeklasse eingeteilt und konnte sich bisher für neun der zehn Frauen-Weltmeisterschaften qualifizieren; 1991 erreichte sie mit dem Einzug ins Viertelfinale ihr bestes Ergebnis. Die Weltmeisterschaft 2023 in Frankreich war die erste, die Kanada verpasst hatte. Noch erfolgreicher ist Kanada im Frauenrugby und gehört zu den weltweit besten Nationen. Die Frauen-Nationalmannschaft nahm an allen Frauen-Weltmeisterschaften teil und erreichte 2014 erstmals das Finale, unterlag jedoch England. Kanada war Gastgeber der Weltmeisterschaft 2006.

### Ski und Snowboard
Skifahren (in jüngster Zeit auch Snowboarden) gehört zu den beliebtesten Freizeitsportarten des Landes. 1986 ergab eine Meinungsumfrage, dass mindestens 900.000 Kanadier jedes Jahr mindestens während einer Woche diesen Sport ausüben. Dabei überwiegt klar der alpine Skisport, der insbesondere in den Rocky Mountains, aber auch in den Appalachen und den Laurentiden ausgeübt wird. Obwohl die topografischen und klimatischen Bedingungen günstig wären, ist der nordische Skisport weitaus weniger verbreitet.
Möglicherweise verwendeten bereits die Wikinger, die um das Jahr 1000 während kurzer Zeit auf Neufundland siedelten, Skis zur Fortbewegung. Über 800 Jahre später waren es wiederum Skandinavier, die moderne Formen des Skifahrens nach Kanada brachten. Die erste nachweisbare Reise per Langlaufski unternahm der Norweger A. Birch im Jahr 1879 zwischen Montreal und Québec. Besonders Herman Smith-Johannsen trug zur Popularisierung des nordischen Skisports bei. Der alpine Skisport verbreitete sich ab etwa 1930 und bald übertraf dessen Bedeutung jene des nordischen Skisports klar. Die Sparte des Freestyle-Skiing wird von kanadischen Athleten dominiert, aber auch Alpine und Snowboarder können regelmäßig internationale Erfolge feiern.

### Roller Derby
Seit 2006 erlebt Roller Derby ein Revival – mit eingeleitet durch Montreal Roller Derby, die erste neue Roller-Derby-Liga Nordamerikas. Die häufigste Spielart ist dabei Flat Track, nach dem Reglement der internationalen Dachorganisation Women’s Flat Track Derby Association. Zu den erfolgreichsten kanadischen Teams zählen die All-Stars von Montreal Roller Derby, Terminal City Rollergirls und Toronto Roller Derby.

### Tennis
Mit Milos Raonic, Eugenie Bouchard und Bianca Andreescu hat Kanada drei Top-10-Spieler der ATP- bzw. WTA-Weltranglisten zu verzeichnen. Raonic stand 2016 auf Platz 3 der ATP-Herren-Weltrangliste, Bouchard 2014 auf Platz 5 bei den WTA-Damen und Andreescu im September 2019 ebenfalls auf Platz 5 der Damen-Weltrangliste, nachdem sie als erste Kanadierin überhaupt mit den US-Open 2019 ein Grand-Slam-Turnier gewinnen konnte.

## Bedeutende Sportveranstaltungen

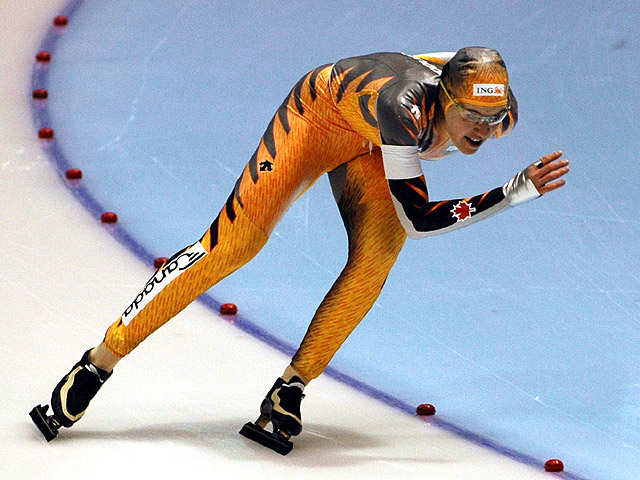
Clara Hughes gewann olympische Medaillen sowohl bei Sommer- als auch bei Winterspielen

In Kanada wurden bereits zahlreiche bedeutende Sportveranstaltungen ausgetragen. Kanadische Sportler nahmen – mit Ausnahme von 1896 und 1980 – bisher an allen Olympischen Spielen teil. Die Sommerspiele 1976 fanden in Montreal statt, die Winterspiele 1988 in Calgary. Gastgeber der Winterspiele 2010 war Vancouver. Das Kanadische Olympische Komitee besteht seit 1907. An Sommerspielen waren kanadische Athleten vorwiegend in der Leichtathletik, im Schwimmen, im Wasserspringen und im Rudern erfolgreich. An Winterspielen gehört Kanada in der Regel zu den erfolgreichsten Ländern, wobei die Stärken beim Eishockey, beim Eisschnelllauf (insbesondere die Shorttrack-Variante), beim Curling und beim Freestyle-Skiing liegen.
Kanada ist eines von sechs Ländern, das an allen bisherigen Commonwealth Games teilgenommen hat. Die erste Ausgabe fand 1930 in Hamilton statt; weitere Austragungsorte waren Vancouver (1954), Edmonton (1978) und Victoria (1994). Hamilton unterlag bei der Bewerbung für die Commonwealth Games 2010 Neu-Delhi, während Halifax seine Kandidatur für 2014 zurückzog.
Alle zwei Jahre finden die Canada Games statt, alternierend eine Sommer- und eine Winterausgabe. Dabei handelt es sich um einen Sportanlass, bei dem Amateursportler in verschiedenen Sportarten ihre Provinz oder ihr Territorium vertreten. Die ersten Canada Games wurden 1967 in der Stadt Québec ausgetragen, als Teil der Hundertjahrfeier des Landes. Weitere Großereignisse, die bisher in Kanada stattfanden, sind unter anderem Panamerikanische Spiele, Universiaden, die World Police and Fire Games und die Gay Games.

## Organisationen
Seit den 1920er-Jahren ist der Sport in Kanada von zunehmender Bedeutung geworden. So gab es auch im Sport die Auseinandersetzung zwischen dem bürgerlichen und dem sozialistischen Arbeitersport. Die Arbeitersportbewegung Kanadas war vor allem bei den Immigranten stark vertreten, die von zu Hause aus Arbeitersport gewohnt waren, insbesondere bei Finnen und Ukrainern. Mit dem Niedergang der Kommunistischen Partei ging auch der Arbeitersport in Kanada unter, so dass die Reste als Breitensport in die allgemeine Sportentwicklung integriert sind.
Sowohl die Bundesregierung als auch die Regierungen der Provinzen sind aktiv an der Förderung des Sports beteiligt, da sie überlappende Kompetenzen besitzen. Sports Canada, eine Abteilung des Kulturministeriums koordiniert die Aktivitäten des Bundes im Sportbereich und gibt die allgemeine Entwicklung vor. Während die Bundesregierung im Allgemeinen die Führungsrolle im Bereich des internationalen Sports übernimmt, betreiben einzelne Provinzen (insbesondere Québec) gezielt Sportförderung auf allen Stufen. Der Schulsport gehört als Teilbereich des Bildungswesens zum Aufgabenbereich der Provinzen.
Canadian Interuniversity Sport (CIS) ist der nationale Verband für den Sportbetrieb an den Universitäten, während die Canadian Colleges Athletic Association (CCAA) für die Colleges zuständig ist. Die dem CIS angeschlossenen Organisationen vergeben nur Stipendien, welche die Ausbildungskosten abdecken. Aus diesem Grund wechseln viele der besten kanadischen Sportler an US-amerikanische Universitäten, wo Organisationen wie die National Collegiate Athletic Association sämtliche Kosten übernehmen können (inkl. Ausbildung, Bücher, Unterkunft und Transport). Eine weitere Organisation, die Juniorensportler unterstützt, ist die Canadian Hockey League, die als „Ausbildungsliga“ der National Hockey League dient.
Das Canadian Olympic Committee (COC) mit Sitz in Toronto repräsentiert kanadische Sportler vorm IOC und unterstützt die Bewerbungen der Städte für die Olympischen und Panamerikanischen Spiele.
Special Olympics Kanada wurde 1969 gegründet und nahm mehrmals an Special Olympics Weltspielen teil. Der Verband hat seine Teilnahme an den Special Olympics World Summer Games 2023 in Berlin angekündigt. Die Delegation wird vor den Spielen im Rahmen des Host Town Programs von München betreut.